# Cipro ai Giochi della XXVIII Olimpiade
Cipro partecipò ai Giochi della XXVIII Olimpiade, svoltisi ad Atene, Grecia, dal 13 al 29 agosto 2004, con una delegazione di 20 atleti impegnati in sette discipline.

## Delegazione
| Sport            | Uomini | Donne | Totale |
| ---------------- | ------ | ----- | ------ |
| Atletica leggera | 3      | 4     | 7      |
| Ciclismo         | -      | 1     | 1      |
| Judo             | 1      | -     | 1      |
| Nuoto            | 4      | 1     | 5      |
| Tennis           | 1      | -     | 1      |
| Tiro             | 2      | -     | 2      |
| Vela             | 2      | 1     | 3      |
| Totale           | 13     | 7     | 20     |

## Risultati

### Atletica leggera
| Q | Qualificato al turno successivo per la Classifica in qualificazione                                                          |
| q | Qualificato per il turno successivo per ripescaggio o, negli eventi su campo, conquistando la misura minima per qualificarsi |

Maschile
Eventi su pista e strada
| Atleta               | Evento      | Batteria  | Batteria   | Quarti di finale | Quarti di finale | Semifinale      | Semifinale      | Finale          | Finale          |
| Atleta               | Evento      | Risultato | Classifica | Risultato        | Classifica       | Risultato       | Classifica      | Risultato       | Classifica      |
| -------------------- | ----------- | --------- | ---------- | ---------------- | ---------------- | --------------- | --------------- | --------------- | --------------- |
| Prodromos Katsatōnīs | 100 m piani | 10"50     | 5º         | non qualificato  | non qualificato  | non qualificato | non qualificato | non qualificato | non qualificato |
| Anninos Markoullidīs | 200 m piani | 23"94     | 7º         | non qualificato  | non qualificato  | non qualificato | non qualificato | non qualificato | non qualificato |

Eventi sul campo
| Atleta           | Evento        | Qualificazioni | Qualificazioni | Finale          | Finale          |
| Atleta           | Evento        | Distanza       | Classifica     | Distanza        | Classifica      |
| ---------------- | ------------- | -------------- | -------------- | --------------- | --------------- |
| Kyriakos Iōannou | Salto in alto | 2,25 m         | =18º           | non qualificato | non qualificato |

Femminile
Eventi su pista e strada
| Atleta            | Evento         | Batteria  | Batteria   | Quarti di finale | Quarti di finale | Semifinale      | Semifinale      | Finale          | Finale          |
| Atleta            | Evento         | Risultato | Classifica | Risultato        | Classifica       | Risultato       | Classifica      | Risultato       | Classifica      |
| ----------------- | -------------- | --------- | ---------- | ---------------- | ---------------- | --------------- | --------------- | --------------- | --------------- |
| Marilia Grīgoriou | 200 m piani    | 23"23     | 4ª Q       | 23"65            | 7ª               | non qualificata | non qualificata | non qualificata | non qualificata |
| Androula Sialou   | 400 m ostacoli | 55"02     | 4ª q       | N.D.             | N.D.             | 1'05"72         | 8ª              | non qualificata | non qualificata |

Eventi sul campo
| Atleta        | Evento              | Qualificazioni | Qualificazioni | Finale          | Finale          |
| Atleta        | Evento              | Distanza       | Classifica     | Distanza        | Classifica      |
| ------------- | ------------------- | -------------- | -------------- | --------------- | --------------- |
| Anna Foitidou | Salto con l'asta    | 4,15 m         | 24ª            | non qualificata | non qualificata |
| Elenī Telōnī  | Lancio del martello | nm             | -              | non qualificata | non qualificata |

### Ciclismo

#### Mountain bike
Femminile
| Atleta           | Evento        | Tempo             | Classifica |
| ---------------- | ------------- | ----------------- | ---------- |
| Elina Sofokleous | Cross country | Doppiata (2 giri) | 24ª        |

### Judo
Maschile
| Atleta                        | Evento | Preliminari            | 16-esimi             | Ottavi               | Quarti               | Semifinali           | Ripescaggio          | Finale               | Pos.            |
| Atleta                        | Evento | Avversario Punteggio   | Avversario Punteggio | Avversario Punteggio | Avversario Punteggio | Avversario Punteggio | Avversario Punteggio | Avversario Punteggio | Pos.            |
| ----------------------------- | ------ | ---------------------- | -------------------- | -------------------- | -------------------- | -------------------- | -------------------- | -------------------- | --------------- |
| Christodoulos Christodoulidīs | -73 kg | Neto (POR) P 0010–0011 | non qualificato      | non qualificato      | non qualificato      | non qualificato      | non qualificato      | non qualificato      | non qualificato |

### Nuoto
Maschile
| Atleta                      | Evento             | Batteria  | Batteria   | Semifinale      | Semifinale      | Finale          | Finale          |
| Atleta                      | Evento             | Risultato | Classifica | Risultato       | Classifica      | Risultato       | Classifica      |
| --------------------------- | ------------------ | --------- | ---------- | --------------- | --------------- | --------------- | --------------- |
| Chrysanthos Papachrysanthou | 50 m stile libero  | 23"51     | 45º        | non qualificato | non qualificato | non qualificato | non qualificato |
| Alexandros Arestī           | 100 m stile libero | 51"10     | 38º        | non qualificato | non qualificato | non qualificato | non qualificato |
| Alexandros Arestī           | 200 m stile libero | 1'53"90   | 44º        | non qualificato | non qualificato | non qualificato | non qualificato |
| Kyriakos Dīmosthenous       | 100 m rana         | 1'05"54   | 46º        | non qualificato | non qualificato | non qualificato | non qualificato |
| Geōrgios Dīmītriadīs        | 200 m misti        | 2'12"27   | 48º        | non qualificato | non qualificato | non qualificato | non qualificato |

Femminile
| Atleta             | Evento         | Batteria  | Batteria   | Semifinale      | Semifinale      | Finale          | Finale          |
| Atleta             | Evento         | Risultato | Classifica | Risultato       | Classifica      | Risultato       | Classifica      |
| ------------------ | -------------- | --------- | ---------- | --------------- | --------------- | --------------- | --------------- |
| Maria Papadopoulou | 100 m farfalla | 1'02"01   | 29ª        | non qualificata | non qualificata | non qualificata | non qualificata |

### Tennis
Maschile
| Atleta           | Evento    | Trentaduesimi                     | Sedicesimi                   | Ottavi di finale     | Quarti di finale     | Semifinali           | Finale / FB          | Finale / FB     |
| Atleta           | Evento    | Avversario Punteggio              | Avversario Punteggio         | Avversario Punteggio | Avversario Punteggio | Avversario Punteggio | Avversario Punteggio | Classifica      |
| ---------------- | --------- | --------------------------------- | ---------------------------- | -------------------- | -------------------- | -------------------- | -------------------- | --------------- |
| Marcos Baghdatis | Singolare | Carraz (FRA) V 5–7, 7–6(7–5), 7–5 | Kiefer (GER) P 2–6, 6–3, 3–6 | non qualificato      | non qualificato      | non qualificato      | non qualificato      | non qualificato |

### Tiro a segno/volo
Maschile
| Atleta             | Evento | Qualificazioni | Qualificazioni | Finale          | Finale          |
| Atleta             | Evento | Punti          | Classifica     | Punti           | Classifica      |
| ------------------ | ------ | -------------- | -------------- | --------------- | --------------- |
| Geōrgios Achilleōs | Skeet  | 121            | =9º            | non qualificato | non qualificato |
| Antōnīs Nikolaidīs | Skeet  | 119            | =21º           | non qualificato | non qualificato |

### Vela
Maschile
| Atleta           | Evento  | Regata | Regata | Regata | Regata | Regata | Regata | Regata | Regata | Regata | Regata | Regata | Punteggio netto | Classifica finale |
| Atleta           | Evento  | 1      | 2      | 3      | 4      | 5      | 6      | 7      | 8      | 9      | 10     | M*     | Punteggio netto | Classifica finale |
| ---------------- | ------- | ------ | ------ | ------ | ------ | ------ | ------ | ------ | ------ | ------ | ------ | ------ | --------------- | ----------------- |
| Andreas Kariolou | Mistral | 3      | 21     | 6      | 20     | 7      | 18     | 13     | 11     | 24     | 16     | 21     | 136             | 13º               |

Femminile
| Atleta                   | Evento  | Regata | Regata | Regata | Regata | Regata | Regata | Regata | Regata | Regata | Regata | Regata | Punteggio netto | Classifica finale |
| Atleta                   | Evento  | 1      | 2      | 3      | 4      | 5      | 6      | 7      | 8      | 9      | 10     | M*     | Punteggio netto | Classifica finale |
| ------------------------ | ------- | ------ | ------ | ------ | ------ | ------ | ------ | ------ | ------ | ------ | ------ | ------ | --------------- | ----------------- |
| Gavriella Chatzīdamianou | Mistral | 21     | dnf    | 18     | 23     | 16     | 19     | 19     | 17     | 22     | 23     | 17     | 195             | 21ª               |

Misti
| Atleta              | Evento | Regata | Regata | Regata | Regata | Regata | Regata | Regata | Regata | Regata | Regata | Regata | Punteggio netto | Classifica finale |
| Atleta              | Evento | 1      | 2      | 3      | 4      | 5      | 6      | 7      | 8      | 9      | 10     | M*     | Punteggio netto | Classifica finale |
| ------------------- | ------ | ------ | ------ | ------ | ------ | ------ | ------ | ------ | ------ | ------ | ------ | ------ | --------------- | ----------------- |
| Charīs Papadopoulos | Laser  | 25     | dns    | 27     | 9      | OCS    | 16     | 7      | 10     | 30     | 38     | 39     | 244             | 28º               |